# Conde de Lautréamont

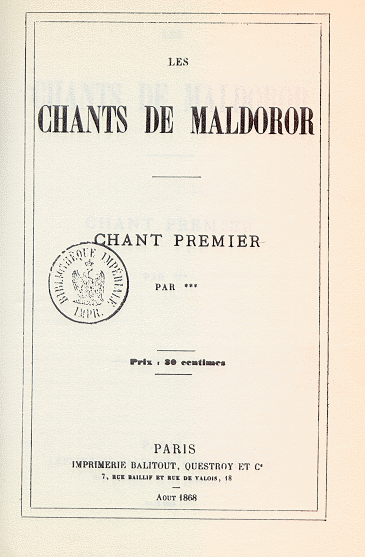
A primeira edição da "Canção de Maldoror" 1868

Isidore Lucien Ducasse, mais conhecido pelo pseudónimo literário de Conde de Lautréamont (Montevidéu, 4 de Abril de 1846 — Paris, 24 de Novembro de 1870) foi um poeta francês nascido no Uruguai mas que viveu a maior parte da sua vida em França.
É o autor dos Cantos de Maldoror (1868) e de Poesias (1870).
Isidore Lucien Ducasse teve as suas obras reeditadas em 1890 e após críticas favoráveis de autores prestigiados como Léon Bloy, ele passou a ter um público de leitores crescente, sendo ele um autor recuperado pelas gerações de escritores decadentistas, e, posteriormente aos simbolistas, foi leitura presente entre os surrealistas parisienses, do círculo de André Breton, Louis Aragón, Éluard.

## Biografia
A quantidade de informação sobre a vida deste poeta é diminuta. Sabe-se que nasceu no Uruguai, "nas costas da América, na foz do La Plata", como é dito no Canto I de sua obra-prima "Os Cantos de Maldoror", onde também se identifica como "Montevidense". Era filho de um chanceler do Consulado Francês no Uruguai. Sua mãe, francesa, morreu quando o escritor tinha apenas vinte meses de idade.
Em outubro de 1859 foi para a França estudar no colégio interno de Tarbes e, depois, no colégio de Pau, onde foi colega de Paul Lespès, uma das pessoas a que foram dedicados os "Cantos de Maldoror" e a cujo testemunho se deve o conhecimento de uma situação ocorrida durante uma aula de retórica do professor Gustave Hinstin. Este professor, que também consta na dedicatória do seu poema, tê-lo-ia repreendido publicamente de forma severa devido ao conteúdo de uma das suas "Poesias" – Ducasse ter-se-ia sentido extremamente injustiçado com a situação.
Foi também descoberta, em 1977, uma edição da Ilíada de Homero, em Espanha, com a seguinte inscrição na folha de rosto: "Propriedad del señor Isidoro Ducasse nacido en Montevideo (Uruguay) – tengo tambien "Arte de hablar" del mismo autor. 14 Avril 1863.", ou seja "Propriedade do senhor Isidore Ducasse nascido em Montevidéu (Uruguai)- tenho também "Arte de Falar" do mesmo autor. 14 de abril de 1863", o que leva a crer que, apesar de ter escrito a sua obra maior em francês, utilizasse principalmente a língua espanhola.
Crê-se que pseudónimo Lautréamont tenha sido inspirado no nome de um romance de Eugène Sue, "Latréaumont" (note-se que há uma leve diferença na grafia da palavra); a atribuição do título de Conde poderá ser uma referência ao Marquês de Sade ou uma forma de destacar-se da burguesia, ainda que não existam quaisquer provas destas duas teses. Mais robustas são as hipóteses apresentadas pelo romancista, dramaturgo e poeta pernambucano Ruy Câmara, no seu belíssimo livro Cantos de Outono - O Romance da vida de Lautréamont. Segundo Ruy,o codinome sugere a junção de duas palavras de grande relevância na vida de Isidore Ducasse. A primeira palavra seria "lauréat", que significa laureado ou premiado em concurso acadêmico, deslocando-se o "t" final para o meio teremos "lautréa", que acrescida de "mont", raiz da palavra "Montevidéu", cidade natal do poeta, tem como resultado "Lautréamont", denotando "o laureado de Montevidéu". A terceira possibilidade, mais rigorosa que as anteriores, trabalha com a associação da
palavra "l'autre", "o outro", mais a preposição "a" que indica lugar, mais a raiz "mont", de Montevidéu, dando literalmente Lautréamont, cujo sentido único, exato e incontestável é "o outro de Montevidéu", já que o primeiro é ele próprio.
Lautréamont morreu aos 24 anos de idade, em 24 de novembro de 1870, às 08h00, em seu hotel. Em seu atestado de óbito foi dado "não há nenhuma informação". Uma vez que muitos tinham medo de epidemias, enquanto Paris foi sitiada, Ducasse foi sepultado no dia seguinte após um culto em Notre Dame de Lorette, em um túmulo provisório no Cemetière du Nord. Em janeiro de 1871, seu corpo foi colocado em outra sepultura num outro lugar.

## Características literárias
O seu poema Les Chants de Maldoror– ("Os Cantos de Maldoror", em português), constituído de sessenta estrofes, é considerado uma obra seminal no campo da literatura fantástica, ainda que hoje escape a qualquer classificação.
Os críticos e o público, em geral, dividem-se quanto à classificação desta obra. Para alguns, foi um gênio da literatura universal – André Breton considerava-o uma "revelação total que parece exceder as possibilidades humanas" e o considerou um precursor do Surrealismo; Léon Bloy, por seu lado, dava-o por louco, "uma ruína humana completa". Contudo, o autor foi-se transformando numa referência principalmente para intelectuais apreciadores do género mais subversivo da literatura, tornando-se um autor de culto. Fazendo uso da palavra como instrumento de combate, entendia Lautréamont que a verdadeira literatura deve se posicionar contra tudo que estiver institucionalizado e aceito como verdade absoluta, daí o caráter subversivo e libertador de sua obra, não no sentido de revolução social, mas sim de rebelião individual. Por isso, com muita propriedade, afirma o poeta Cláudio Willer, no prefácio à Obra Completa de Lautréamont, que a sua perversão, assim como os seus erros ortográficos e impropriedades estilísticas, mais o plágio e a repetição de fórmulas e convenções, foram, algumas vezes invocados contra ele, em ensaios que questionaram seu valor e originalidade. Na verdade, tratava-se de manifestações daquela rebelião individual. Sua singularidade reside exatamente no fato de ter produzido estritamente às avessas, sempre na contramão. Da mesma forma, quando Otávio Paz afirma que Lautréamont destrói para sempre a prosa francesa como discurso e demonstração e que ao minar os fundamentos da prosa, levando até o limite a razão da sem-razão, o poeta adolescente destrói as bases do nosso universo moral e racional, deve-se destacar o final da frase - destruição da "moral" e da "razão". Não se trata apenas de reflexão crítica sobre a literatura, mas de rebelião extrema contra a sociedade e o mundo. 

## Obras principais
- Les chants de Maldoror (Os Cantos de Maldoror) - O primeiro canto sai anônimo em 1868. Esse mesmo canto seria publicado, novamente, em 1869, na Antologia "Parfum's de l'Âme", também sem identificação de autor. Em 23 de outubro de 1869 é anunciada a publicação de Cantos de Maldoror (I, II, III, IV, V e VI) pelo Conde de Lautréamont, mas os livros foram retirados da venda pelo editor; somente em 1874 o volume chegaria às livrarias.
- Poesias - São textos em prosa de natureza ensaística publicados em 1870, ano da morte de Lautréamont.

## Traduções para o português
- Cantos de Maldoror : seguidos de poesias. Tradução Pedro Tamen; prefácio de Jorge de Sena. 2. ed. Lisboa: Moraes, 1979. 301p. (Aventura interior, 2); prefácio Adolfo Luxuria Canibal. Apartado: Quasi, 2004. 278p. ISBN 9895520662
- Os cantos de Maldoror: poesias, cartas (obra completa). Tradução de Claudio Willer. 1.ed. 2005; 2. ed. rev. e ampl. 2008. São Paulo, SP: Iluminuras, 350 p., il. ISBN 8573212314 (broch.). [Cláudio Willer já havia traduzido Lautréamont em Os cantos de Maldoror em 1970 (Vertente) e 1986 (Max Limonad].
- Os cantos de Maldoror. Tradução de Joaquim Brasil Fontes. Campinas, SP: Editora da UNICAMP, 2015. 323 p. ISBN 9788526812857